# Licorina
La licorina è un composto tossico appartenente alla classe degli alcaloidi che si trova in natura in diverse specie di Amaryllidaceae (come i narcisi, le Clivie o i Lycoris).
La sintesi della licorina nella pianta avviene nelle foglie, ma la sostanza viene traslocata e accumulata nei bulbi.
Può essere altamente velenoso, o addirittura letale, se ingerito in grandi quantità. I sintomi dell'avvelenamento sono: vomito, diarrea e convulsioni. Inibisce la sintesi proteica e può inibire la biosintesi di acido ascorbico nei vegetali.
Alcuni studi degli anni '70 del 1900 sulle attività inibitorie della licorina hanno evidenziato un ruolo di questa sostanza come inibitore della divisione delle cellule tumorali ed un effetto antivirale.